# デヴィッド・トーマス
デヴィッド・トーマス（David Thomas, 1943年2月26日 - ）は、イギリスのバス歌手。
ケント州オーピントンの生まれ。ロンドンのセントポール大聖堂の少年聖歌隊に参加する形で声楽を学ぶ。キングズ・スクールに進学後、合唱で奨学金を得てキングス・カレッジでも声楽の研究をつづけた。その後はアンソニー・ルーリーのミュージック・コンソートに参加したが、1980年代よりクリストファー・ホグウッドの知己を得てエンシェント室内管弦楽団と共演するようになった。1982年にアメリカのハリウッド・ボウルに登場してバス歌手としての名声を確立した。